# 4.ª Brigada de Reacción Rápida (Ucrania)
La Cuarta Brigada de Reacción Rápida "Rubizh" del Héroe de Ucrania, Sargento Serhii Mikhalchuk" (Ucraniano: 4-та бригада оперативного призначення імені Героя України сержанта Сергія Михальчука) es una unidad militar establecida el 2 de junio de 2015. Su formación tuvo lugar de conformidad con los estándares de la OTAN. La estructura de la unidad militar incluye batallones de asalto, un batallón de tanques y un escuadrón de artillería, y recibe un entrenamiento y equipo superior. Según el Ministro del Interior ucraniano, Arsen Avakov, la creación de la brigada debería convertirse en el primer paso para convertir a la Guardia Nacional de Ucrania en un ejército profesional.

## Historia

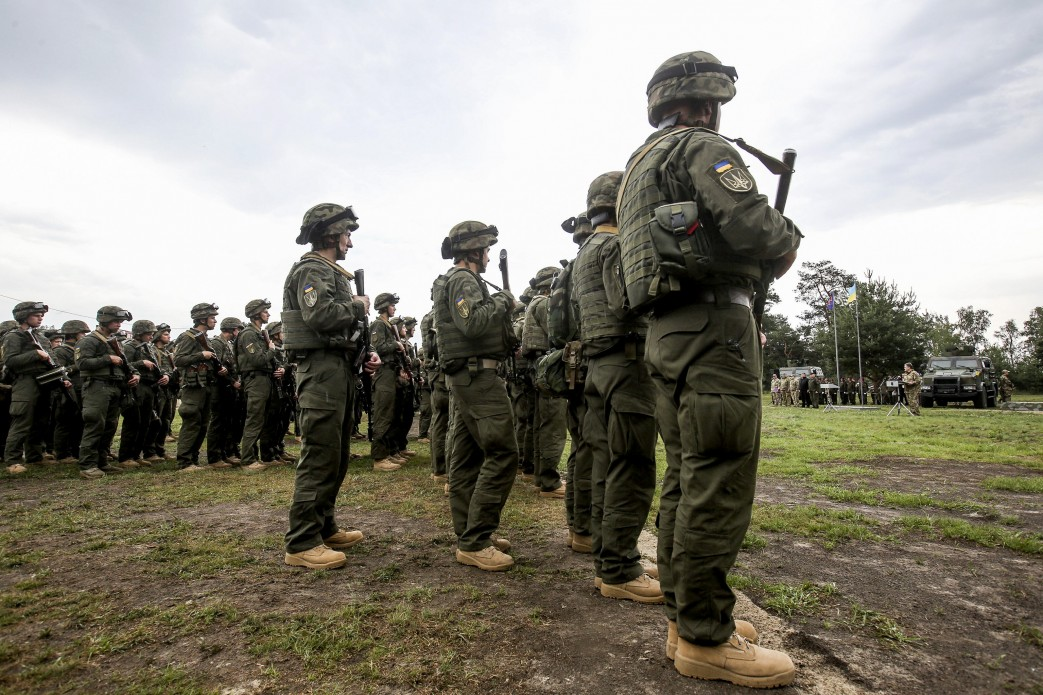
Soldados de la 4.ª Brigada en 2016.

Aunque la Brigada se estableció el 2 de junio de 2015, el reclutamiento real del personal comenzó en octubre de 2015. La unidad fue entrenada por asesores militares y veteranos extranjeros de conformidad con los estándares de la OTAN, incluso por soldados canadienses como parte de la Operación UNIFIER, más recientemente en el verano de 2021.
El 2 de junio de 2016, se presentaron los colores de la formación. Según el sitio web prorruso Essence of Time, el 19 de junio de 2016 el Presidente de Ucrania, de la época Petró Poroshenko, decidió enviar la Brigada al Dombás.
Según los informes, la Brigada estuvo involucrada en la lucha contra un intento de asalto aéreo de las Tropas Aerotransportadas Rusas en la Batalla del Aeropuerto Antonov, ubicado en las afueras de Kiev en Hostómel, el 24 de febrero de 2022, durante la Invasión rusa de Ucrania La rápida reacción y contraataque de la Cuarta Brigada impidieron que las fuerzas rusas capturaran el aeropuerto el primer día y ayudaron a evitar que el aeropuerto se utilizara para transportar más tropas y capturar la capital, Kiev. Como resultado, la Ofensiva de Kiev  se convirtió en un duro combate en las áreas metropolitanas del noroeste de la ciudad en Hostómel, Bucha e Irpín.
Después de la retirada de las Fuerzas Armadas Rusas del eje de Kiev, la 4.ª Brigada de Reacción Rápida fue redistribuida al este de Ucrania para luchar en la Campaña de Ucrania oriental. En el este, la unidad estuvo involucrada en la Batalla de Severodonetsk de 2022, donde lucharon durante un mes para defender la ciudad.

## Organización
La Brigada incluye:
- Compañía del Cuartel General
- 1.er Batallón de Infantería
- 2.º Batallón de Infantería
- 3.er Batallón de Infantería
- 4.º Batallón de Infantería "Libertad"
- 5.º Batallón de Infantería
- 6.º Batallón de Infantería
- Batallón de Tanques
- Regimiento de Artillería de Campana
- Batallón de Defensa Antiaérea
- Unidades de apoyo de combate

La brigada también incluyen a unidades de  Vehículos aéreos no tripulados o drones, inteligencia, comunicaciones y logística. Ambos soldados con experiencia en combate y nuevos reclutas fueron aceptados en la Brigada.